# Аннаполис (Мэриленд)
Анна́полис (англ. Annapolis) — город в США, столица штата Мэриленд и округа Анн-Арандел. Население — 38 394 человека по переписи 2010 года (7-й по количеству жителей в штате).

## История
В 1649 году пуритане, изгнанные из Виргинии, под предводительством Уильяма Стоуна основали на северном берегу реки Северн поселение Провиденс. Позже поселенцы переехали в более защищённую гавань на южном берегу. Город не раз менял своё название, и одно время назывался по имени жены владельца колонии Мэриленд Сесила Калверта, лорда Балтимора — Энн Эрандел.
В 1654 году, после завершения гражданской войны в Англии, силы парламента взяли под контроль Мэриленд, вынудив Стоуна бежать в Виргинию. Выполняя приказ лорда Балтимора, Стоун вернулся на следующий год во главе отряда лоялистов. 25 марта 1655 года,
в ходе Битвы при Северне, отряд Стоуна был разбит, а сам он взят в плен. На посту губернатора его сменил Джозиас Фендал, руководивший Мэрилендом вплоть до прихода к власти короля Карла II.
В 1694 году город стал столицей колонии и был переименован по этому случаю в Аннаполис в честь принцессы Анны, ставшей вскоре королевой.
В 1708 году был принят собранием горожан и подписан губернатором колонии Устав города. Вплоть до Войны за независимость Аннаполис был процветающим городом, благополучие которого основывалось на торговле табаком и рабами. Значительную роль в городской экономике также играла добыча морепродуктов, особенно устриц.
После подписания Парижского мира 1783 года Аннаполис ненадолго (с ноября 1783 года по июнь 1784) стал столицей Соединённых Штатов.
Последовавшие после гражданской войны отмена рабства и коллапс сельского хозяйства Юга серьёзно подорвали экономику Аннаполиса. Город так никогда и не восстановил свои прежние темпы роста, к 1900 году в нём проживало всего 8,5 тысяч жителей.

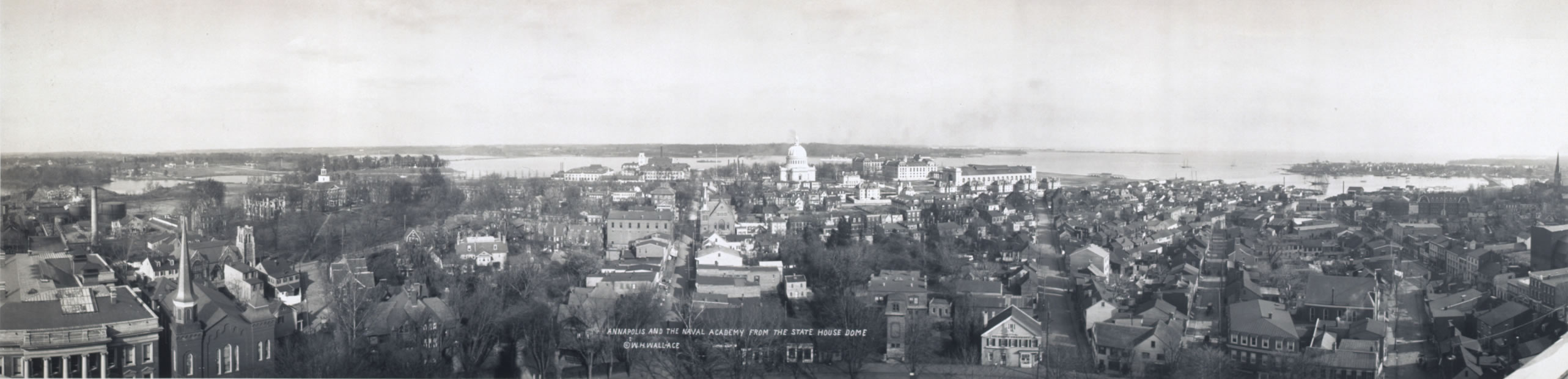
Аннаполис, 1911 год

В 2018 году произошло нападение на редакцию Capital Gazette. 5 журналистов погибли.

## География и климат
Аннаполис расположен на Приатлантической низменности, в 3 км от места впадения реки Северн в Чесапикский залив Атлантического океана. Город находится в 40 км от Балтимора и Вашингтона.
Город находится в зоне субтропического океанического климата, с типичными для данных районов жарким и дождливым летом, прохладной и влажной зимой с неустойчивым снежным покровом, мягкими весной и осенью. В отдельные годы температура поднималась летом до 40 °C, а зимой опускалась до −25°С. Зимние и летние температуры схожи с российским югом (Краснодар, Махачкала), но осадков выпадает значительно больше.
| Показатель                                                | Янв. | Фев. | Март | Апр. | Май  | Июнь | Июль | Авг. | Сен. | Окт. | Нояб. | Дек. | Год  |
| --------------------------------------------------------- | ---- | ---- | ---- | ---- | ---- | ---- | ---- | ---- | ---- | ---- | ----- | ---- | ---- |
| Средний суточный максимум, °C                             | 5,9  | 7,5  | 11,8 | 17,7 | 22,7 | 27,6 | 29,9 | 28,9 | 24,9 | 19,1 | 13,8  | 8,2  | 18,2 |
| Средняя температура, °C                                   | 2,1  | 3,4  | 7,3  | 12,7 | 17,9 | 23,3 | 25,8 | 24,3 | 21,0 | 14,7 | 9,6   | 4,0  | 14,0 |
| Средний суточный минимум, °C                              | −1,6 | −0,7 | 2,7  | 7,7  | 13,1 | 19,1 | 21,8 | 20,6 | 17,1 | 10,3 | 5,4   | −0,1 | 9,7  |
| Норма осадков, мм                                         | 84   | 75   | 115  | 93   | 107  | 106  | 116  | 98   | 121  | 99   | 97    | 90   | 1201 |
| Источник: National Oceanic and Atmospheric Administration |      |      |      |      |      |      |      |      |      |      |       |      |      |

## Население
По данным переписи 2010 года, в Аннаполисе проживало 38 394 жителя, имелось 16 136 домохозяйств и 8776 семей.
Расовый состав населения:
- белые — 53,5 %
- афроамериканцы — 26,0 %
- латиноамериканцы (всех рас) — 16,8 %
- азиаты — 2,1 %

Среднегодовой доход на душу населения составлял 27 180 долларов США (данные 2000 года). Средний возраст горожан — 36 лет. Уровень преступности в 1,2 раза выше среднеамериканского показателя, но немного ниже среднего по Мэриленду.

## Экономика
Как и в большинстве столиц штатов, основой экономики города является государственный сектор. Органы власти различных уровней, а также принадлежащие им учреждения здравоохранения и образования формируют почти 3/4 рабочих мест Аннаполиса. В Аннаполисе расположена Военно-морская академия США и Колледж Св. Иоанна.
Крупнейшими частными работодателями города являются ARINC (системы связи), штаб-квартира которой находится в Аннаполисе, The Home Depot (продажа строительных инструментов и материалов), Constellation Energy (электроэнергетика) и Northrop Grumman (ракетное вооружение).

## Транспорт

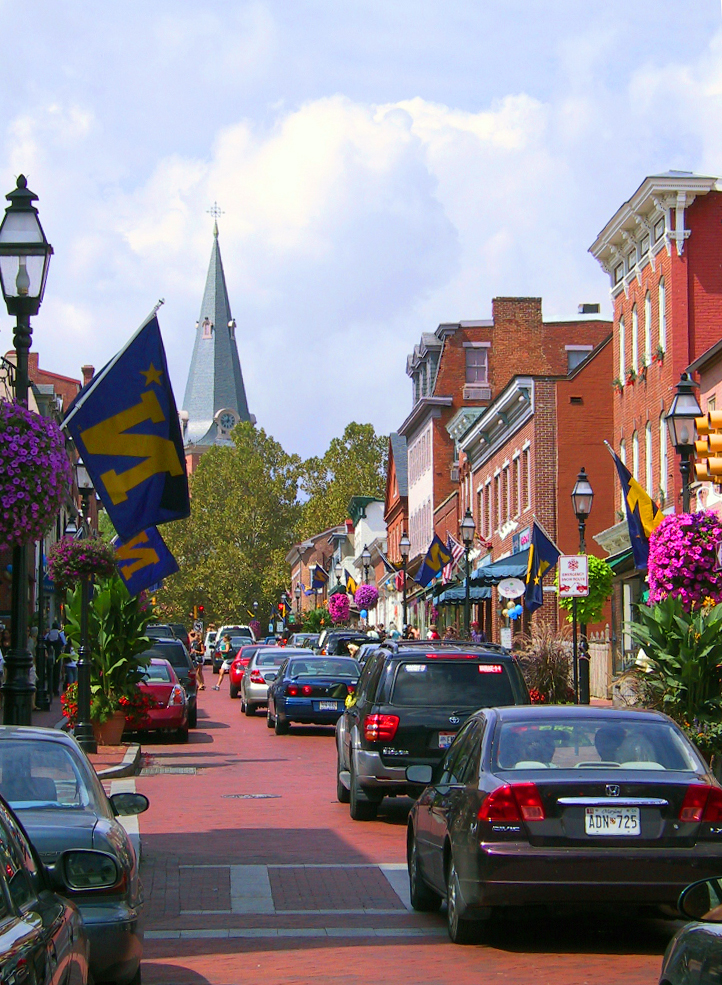
Улицы города

Для авиаперелётов жители Аннаполиса пользуются расположенным в 25 километрах к северу от делового центра балтиморским аэропортом им. Таргуда Маршалла (IATA: BWI, ICAO: KBWI) с пассажирооборотом 22,4 млн человек (2011). Из аэропорта совершаются регулярные рейсы в десятки городов США, а также в Лондон, Торонто и ряд курортов Карибского моря.
Пассажирские железнодорожные перевозки были прекращены в 1968 году.
Через Аннаполис и его окрестности проходят межштатное шоссе I-97 и скоростная дорога US 50. На северной окраине города расположен мост через Чесапикский залив.
Общественный транспорт представлен 9 автобусными маршрутами под управлением организации Annapolis Transit.

## Города-побратимы
Аннаполис является городом-побратимом для:
- Канада: Аннаполис-Ройал (пров. Новая Шотландия)
- Ирландия: Уэксфорд
- Великобритания: Дамфриз (Шотландия), Ньюпорт (Уэльс)
- Швеция: Карлскруна
- США: Редвуд-Сити (шт. Калифорния)
- Эстония: Таллин